# Wes Chatham
John Wesley Chatham, detto Wes (Atlanta, 11 ottobre 1978), è un attore statunitense.
È noto principalmente per aver recitato nei film Nella valle di Elah, The Help, Hunger Games - Il canto della rivolta - Parte 1 e Hunger Games - Il canto della rivolta - Parte 2. Per quanto riguarda la televisione è conosciuto per aver preso parte alle serie Barbershop, The Unit e The Expanse.

## Biografia
Chatham è nato e cresciuto in Georgia. Dopo il divorzio dei genitori, avvenuto quando aveva due anni, ha trascorso gran parte della sua infanzia con la madre, la sorella e il fratello. A cinque anni, dopo essere stato notato da un direttore del casting, gli fu offerta la possibilità di apparire nella campagna nazionale di una marca di detersivo. A tredici anni si trasferisce dal padre, trascorrendo un'adolescenza inquieta e ribelle, tanto da essere espulso dal liceo. Venne mandato quindi al Give Center di Lawrenceville, una scuola per giovani in difficoltà. In questo periodo una compagnia teatrale di Atlanta iniziò un programma di mentoring con la Give Center. Chatham venne particolarmente coinvolto e fu grazie a questa esperienza che nacque in lui la passione per la recitazione. Dopo il diploma Chatham decise di arruolarsi. Lavorò come pompiere aereo sul ponte di volo della USS Essex, una nave d'assalto della marina degli Stati Uniti, per quattro anni.

## Carriera
Durante gli anni in cui Chatham era un militare, l'attore Denzel Washington scelse di girare il film Antwone Fisher (esordio alla regia di Washington) proprio sulla nave di Chatham. Durante la ricerca di autentici giovani militari da impiegare come comparse, Chatham è stato scoperto dalla direttrice del casting Robi Reed e così ebbe la sua prima esperienza cinematografica. Successivamente, dopo essersi trasferito a Hollywood, ancora Robi Reed lo scelse per il suo primo ruolo regolare in una serie televisiva: il personaggio di Isaac in Barbershop.
Chatham guadagnò ulteriore attenzione quando il regista Paul Haggis lo scelse come interprete del caporale Steve Penning in Nella valle di Elah, film con protagonista Tommy Lee Jones. Nel 2008, Chatham ha lavorato con il regista Oliver Stone in W., pellicola che presenta i fatti salienti della presidenza degli Stati Uniti di George W. Bush. L'anno successivo Chatham ha ottenuto il ruolo del sergente Sam McBride (alias Whiplash) nella serie The Unit. Nel 2011 è stato uno dei protagonisti del film horror Husk. Nello stesso anno ha interpretato Carlton Phelan, il fratello del personaggio di Emma Stone, nel film The Help. Il cast del lungometraggio, che oltre ad Emma Stone comprendeva anche Viola Davis, Bryce Dallas Howard, Jessica Chastain e Octavia Spencer, ha vinto uno Screen Actors Guild Award per il miglior cast cinematografico. Nel 2012 Chatham ha ottenuto il suo primo ruolo da protagonista nel film di Jason Connery Philly Kid.
Nel 2014 è apparso in Hunger Games: Il canto della rivolta - Parte 1, trasposizione cinematografica del romanzo distopico Il canto della rivolta, scritto da Suzanne Collins, con protagonista Jennifer Lawrence. Nella pellicola Chatham ha vestito i panni di Castor, ruolo che riprenderà anche l'anno successivo nel sequel Hunger Games - Il canto della rivolta - Parte 2, ultimo capitolo della saga. Sempre nel 2015 ha ottenuto il ruolo del meccanico Amos Burton nella serie televisiva di fantascienza The Expanse, adattamento dell'omonima serie letteraria scritta da Daniel Abraham e Ty Franck sotto lo pseudonimo di James S. A. Corey.

## Vita privata
Chatham è sposato con Jenn Brown, personalità della televisione statunitense.

## Filmografia

### Cinema
- The Fighting Temptations, regia di Jonathan Lynn (2003)
- Nella valle di Elah (In the Valley of Elah), regia di Paul Haggis (2007)
- W., regia di Oliver Stone (2008)
- Husk, regia di Brett Simmons (2011)
- The Help, regia di Tate Taylor (2011)
- Philly Kid (The Philly Kid), regia di Jason Connery (2012)
- This Thing with Sarah, regia di Michael Doneger (2013)
- The Town That Dreaded Sundown, regia di Alfonso Gomez-Rejon (2014)
- Hunger Games - Il canto della rivolta - Parte 1 (The Hunger Games: Mockingjay - Part 1), regia di Francis Lawrence (2014)
- Ombre dal passato (Broken Horses), regia di Vidhu Vinod Chopra (2015)
- Hunger Games - Il canto della rivolta - Parte 2 (The Hunger Games: Mockingjay - Part 2), regia di Francis Lawrence (2015)
- Chiudi gli occhi - All I See Is You (All I See Is You), regia di Marc Forster (2016)
- Escape Plan 2 - Ritorno all'inferno (Escape Plan 2: Hades), regia di Steven C. Miller (2018)
- Tenet, regia di Christopher Nolan (2020)

### Cortometraggi
- Baby Bleed, regia di Chad Faust (2013)

### Televisione
- Sleeper Cell - serie TV, episodio 1x01 (2005)
- Barbershop - serie TV, 10 episodi (2005-2006)
- The Unit - serie TV, 8 episodi (2009)
- Political Animals - miniserie TV, episodio 1x04 (2012)
- The Mentalist - serie TV, episodio 5x06 (2012)
- Armed Response - webserie (2013)
- A Bunch of Dicks - miniserie TV (2017)
- Hand of God - serie TV, episodi 1x01-2x09 (2014-2017)
- The Expanse - serie TV (2015-2022)
- NCIS: Hawai'i – serie TV, episodio 2x12 (2023)

## Doppiatori italiani
Nelle versioni in italiano delle opere in cui ha recitato, Wes Chatham è stato doppiato da:
- Marco Vivio in Ahsoka (cap. Enoch), NCIS: Hawai'i
- Fabrizio Manfredi in Barbershop
- Francesco Bulckaen in Nella valle di Elah
- Andrea Lopez in W.
- Paolo Vivio in The Mentalist
- Luca Mannocci in Hand of God
- Andrea Mete in The Expanse
- Maurizio Merluzzo in Escape Plan 2 - Ritorno all'inferno
- Fabio Rovazzi in Ahsoka (2-1B)